# Tajemství rodu
Tajemství rodu je televizní dokumentární cyklus o genealogii připravovaný Českou televizí podle původního britského formátu BBC a vysílaný na kanále ČT1 v licenci Warner Bros International TV Production. První řada s 13 díly byla vysílána v premiéře roku 2013 a druhá řada s 9 díly roku 2015.
Každý z dílů je samostatným dokumentem, v němž účinkuje nějaká známá osobnost, která s pomocí odborníků pátrá po svých předcích a jejich životních zkouškách v historických souvislostech. Na pořadu se podíleli různí režiséři a scenáristé, jeho dramaturgyní je Věra Krincvajová, vedoucí projektu byla u 1. řady Zuzana Šimůnková a u 2. řady Věra Krincvajová. Na obou řadách odborně spolupracovali genealožka Helena Voldánová z České genealogické a heraldické společnosti v Praze a vojenský historik Eduard Stehlík, u 1. řady také genetik Daniel Vaněk. Česká televize od počátku plánovala k pořadu vydat v knižní podobě genealogický manuál, který vyšel v květnu 2013 s názvem Tajemství rodu.
Předlohou české verze je britský genealogický dokumentární seriál Kdo myslíš, že jsi?, který vytvořila na námět britského producenta Alexe Grahama produkční společnost Wall to Wall. Stanice BBC od roku 2004 odvysílala do roku 2015 již 12 řad tohoto pořadu, první dvě řady na kanále BBC Two a další na kanále BBC One. Formát pořadu kromě České televize převzaly televizní stanice ve Spojených státech amerických, Kanadě, Austrálii, Irsku, Polsku a dalších zemích.

## Seznam dílů

### První řada
První řada pořadu má 13 dílů, které vysílala Česká televize na kanále ČT1 od 9. ledna do 10. dubna 2013 v premiéře, a to vždy ve středu večer, a reprízovala v pátek dopoledne; iVysílání jednotlivých dílů bylo dostupné po dobu 7 dní od premiéry, nyní pouze bonusy – Video bonusy.
| Pořadí | Osobnost            | Režie                      | Scénář                  | Premiéra        | Místa natáčení |
| ------ | ------------------- | -------------------------- | ----------------------- | --------------- | --- |
| 1      | Karel Šíp           | Karel Koula                | Karel Koula             | 9. ledna 2013   | Praha, Vídeň, Klenčí pod Čerchovem                                                                                |
| 2      | Veronika Freimanová | David Sís                  | David Sís               | 16. ledna 2013  | Praha, Libkovice, Soběslav, Benešov nad Černou, Čelákovice, Benátky nad Jizerou                                   |
| 3      | Michal Viewegh      | Linda Kallistová Jablonská | Lukáš Přibyl            | 23. ledna 2013  | Praha; Kozí hřbety, Martinova bouda (Krkonoše); Merklín a tamní židovský hřbitov, Blovice-archiv, Svrkyně         |
| 4      | Květa Fialová       | Karel Smyczek              | Iva Tereza Grosskopfová | 30. ledna 2013  | Praha, Opočnice; Lazisko, Buzitka-Ipeľka (Slovensko)                                                              |
| 5      | David Vávra         | Miroslav Janek             | Aneta Vojtěchová        | 6. února 2013   | Praha, Červený Újezdec, Kladno                                                                                    |
| 6      | Ester Janečková     | Olga Sommerová             | Olga Sommerová          | 13. února 2013  | Praha, Miličín, Neustupov, Světlá nad Sázavou, Malešov, Kutná Hora, Kolín, Terezín, Osvětim-Březinka              |
| 7      | Viktor Preiss       | Olga Sommerová             | Olga Sommerová          | 20. února 2013  | Praha, Stříbřec, Zámrsk, Sázava, Lanškroun; Roztoki, Goworów (části Mezilesí, Polsko); židovský hřbitov v Třeboni |
| 8      | David Koller        | David Sís                  | Aneta Vojtěchová        | 27. února 2013  | Praha, Český Krumlov, Kleť, zámek Ohrada, Šumava, Polná na Šumavě, Vídeň                                          |
| 9      | Halina Pawlowská    | Vít Karas                  | Lenka Králová           | 13. března 2013 | Praha, Prešov; Čorna Tysa, Jasiňa, Luh (Okres Rachov, Ukrajina)                                                   |
| 10     | Tereza Kostková     | Petr Kotek                 | Petra Verzichová        | 20. března 2013 | Praha, Trutnov; Selva, Mancor de la Vall (Mallorca, Španělsko); Hradec Králové, Makotřasy, Lidice, Zlonice        |
| 11     | Tomáš Halík         | Veronika Sobková           | Veronika Sobková        | 27. března 2013 | Praha, Stará Huť-Strž, Domažlice, Lštění, Bystřice nad Úhlavou, Nýrsko, Pyšely                                    |
| 12     | Radoslav Banga      | Rozálie Kohoutová          | Veronika Lišková        | 3. dubna 2013   | Praha, Kladno, Brno, Litvínov; Hanušovce nad Topľou, Bratislava, Hradište u Poltára (Slovensko)                   |
| 13     | Jolana Voldánová    | Kamila Vondrová            | Alexandra Vebrová       | 10. dubna 2013  | Nepřevázka, Veselý Kopec-skanzen, Hlinsko, Praha, Srní, Zámrsk; Buenos Aires (Argentina); Vítanov                 |

Další repríza první řady pořadu proběhla v České televizi od 18. do 30. prosince 2013, vždy dopoledne na kanále ČT2, v odlišném pořadí dílů (opět s iVysíláním dostupným po dobu 7 dní).

### Druhá řada
Druhá řadu pořadu má 9 dílů, které vysílala Česká televize na kanále ČT1 od 1. září do 27. října 2015 v premiéře, a to vždy v úterý večer, a reprízovala ve středu dopoledne (poslední díl ve čtvrtek ráno); iVysílání jednotlivých dílů bylo dostupné po dobu 30 dní od premiéry – iVysílání.
| Pořadí | Osobnost         | Režie                 | Scénář                               | Premiéra       | Místa natáčení                                                                                   |
| ------ | ---------------- | --------------------- | ------------------------------------ | -------------- | ------------------------------------------------------------------------------------------------ |
| 1      | Jiřina Bohdalová | Karel Koula           | Karel Koula, Gabriela Bártíková      | 1. září 2015   | Praha, Valdice, Český Krumlov, Kamenný Újezd, Milíkovice                                         |
| 2      | Jaromír Hanzlík  | Petr Kotek            | Petra Verzichová                     | 8. září 2015   | Praha, Kladno, chata v brdských lesích, Nový Knín; Vídeň (Rakousko); Křemešník                   |
| 3      | Natálie Kocábová | David Sís             | Martina Králová, Veronika Stehlíková | 15. září 2015  | Praha, Mladá Boleslav; Charleston, McClellanville (Jižní Karolína, USA)                          |
| 4      | Miroslav Donutil | George Agathonikiadis | Rebeka Bartůňková                    | 22. září 2015  | Třebíč, Brno, Praha, Svatoslav, Starovice, Říčany                                                |
| 5      | Alena Zárybnická | Kamila Vondrová       | Kamila Vondrová                      | 29. září 2015  | Pec pod Sněžkou, Špindlerův Mlýn, Pardubice, Sezemice, Praha, Loděnice, Mníšek pod Brdy, Mořinka |
| 6      | Jiří Mádl        | Martin Dolenský       | Rebeka Bartůňková                    | 6. října 2015  | České Budějovice, Praha, Želnava, Čakov, Dubné, Holašovice, Trhové Sviny, Rejta                  |
| 7      | Jan Pirk         | Kamila Vondrová       | Kamila Vondrová                      | 13. října 2015 | Luže a tamní židovský hřbitov, Praha, Terezín                                                    |
| 8      | Barbora Poláková | Petr Kotek            | Petra Verzichová                     | 20. října 2015 | Praha, Dolín, Vojnův Městec, usedlost v Českém ráji, Radostín, Hlinsko-skanzen, Chrudim, Skuteč  |
| 9      | Matěj Ruppert    | Karel Koula           | Karel Koula                          | 27. října 2015 | Vacovice, Dobrš-hřbitov, Praha, Bechyně, řeka Vltava, Vodňany                                    |

Další repríza druhé řady pořadu proběhla v České televizi ve dnech 19. až 23. a 27. až 30. prosince 2015, vždy dopoledne na kanále ČT2, v odlišném pořadí dílů (s iVysíláním dostupným po dobu 28 dní).
Historie vzniku 2. řady
Dramaturgyně pořadu Věra Krincvajová v únoru 2013 uvedla, že se uvažuje o další řadě seriálu.
Česká televize 3. prosince 2014 zveřejnila, že na jaře 2015 odvysílá na kanále ČT1 druhou řadu seriálu, v níž budou účinkovat například: Jaromír Hanzlík, Miroslav Donutil, Natálie Kocábová, Matěj Ruppert, Jiřina Bohdalová a Jiří Mádl, a v srpnu 2015 oznámila vysílání premiéry 2. řady na podzim 2015 od 1. září. Dne 26. srpna 2015 ke 2. řadě proběhla novinářská konference a Česká televize vydala tiskovou zprávu, následně byla zveřejněna jména a pořadí devíti účinkujících.
Vzhledem ke zvýšenému zájmu lidí o vlastní rodokmeny po odvysílání první řady, druhá řada dle tvůrců předpokládá „poučenějšího diváka“, a proto je v ní někdy detailněji představována práce s archivy pro inspiraci všech zájemců o genealogii vlastních rodů.

## Ohlasy pořadu
Novým seriálem Tajemství rodu reagovala Česká televize na rostoucí zájem o genealogii.
Po zahájení vysílání 1. řady pořadu od ledna 2013 zaznamenaly větší návštěvnost matriční úřady a archivy v Jihomoravském kraji a na Vysočině, též u digitalizovaných matrik na internetu kvůli velkému objemu dat museli změnit systém.
Pořad zapůsobil i na lidi v Moravskoslezském kraji, kde archivy i matriky plní badatelé. Někteří lidé mají představu, že zjistí najednou všechny informace hluboko do minulosti, na to však musí pátrat v archivech, což podle odborníků vyžaduje především trpělivost. Několikanásobně se zvýšila návštěvnost internetových stránek s digitalizovanými matrikami Zemského archivu v Opavě, na nichž během února 2013 bylo zaznamenáno 12000 přístupů denně. Přes archiv si genealoga rozhodně najmout nelze, ale vlivem pořadu si čím dál více lidí najímá služby soukromých genealogů. Seriál vzedmul vlnu zájmu o hledání rodokmenů i ve východních Čechách, zájem zaznamenali na matrikách i ve Státním oblastním archivu v Hradci Králové (původně Zámrsku).
Na Rakovnicku přetrvává zájem o genealogii již řadu let.
V diskuzním fóru na webu České televize i na dalších webových stránkách byla zároveň kritizována nízká úroveň některých dílů. Hlavní výtky směřovaly na nekonzistentní vyprávění některých příběhů, zbytečně časté (a zbytečné) hledání slavných předků a také nadměrné zdůrazňování práce s matrikami na úkor příběhu. Některé příběhy byly pojaty poněkud tendenčně. V příběhu Veronika Freimanová například téměř nebyl zmíněn její otec Přemysl Freiman. Značná část příběhu Tomáše Halíka nebyla věnována jeho přímým příbuzným (rodiče, prarodiče), ale spíše různým „zajímavým osobnostem“. Některé byly s Halíkem spřízněný přes čtvrté-páté koleno, jiné s ním nejsou prakticky v žádném bližším příbuzeneckém vztahu.

## Knižní podoba
Kniha s názvem Tajemství rodu vznikala současně s vysíláním 1. řady pořadu. Obsahuje rozhovory autorky Petry Braunové s jedenácti osobnostmi účinkujícími v 1. řadě seriálu (chybí v ní Veronika Freimanová a Halina Pawlowská) včetně některých zjištění, která se do pořadu nedostala, a rodokmeny těchto osobností. Závěrečnou kapitolu „Jak si sestavit rodokmen“ napsala genealožka Helena Voldánová. Ačkoli k anglické verzi cyklu vyšlo už několik knih, jde o první knihu vydanou v licenci pořadu v jiném než anglickém jazyce, v níž je navíc zachycena národní verze cyklu. Kniha, kterou vydala Česká televize pod hlavičkou Edice ČT dne 13. května 2013, byla představena na veletrhu Svět knihy na autogramiádě 16. května 2013.

## Podobné televizní pořady
Česká televize v roce 2010 vysílala třídílný cyklus o rodokmenech a genealogii Hledáme své předky, který uváděl Vladimír Čech a spolupracovala na něm Česká genealogická a heraldická společnost v Praze. Pořadu předcházel cyklus Potomci slavných, vysílaný Českou televizí od roku 1998, který měl kolem 70 dílů a podle něhož byly sepsány čtyři stejnojmenné knihy. Autory obou pořadů i knih byli režisér, kameraman a dokumentarista Václav Filip (1943–2013) a Libuše Štědrá.